# Jaroslav Vsevolodovič
Jaroslav II. ( Яросла́в II Все́володович ), Феодо́р jméno Theodor (Феодо́р ) (8. února 1191, Pereslavl-Zalesskij – 30. září 1246, Karakorum) byl velký kníže vladimirský (1238–1246), který pomohl obnovit zemi a hlavní město po mongolském vpádu na Rus.

## Kníže Perejaslavský
Jaroslav byl čtvrtým synem Vsevoloda Velkého hnízda a Marije Švarnovny.
V roce 1200 byl jeho otcem poslán, aby vládl městu Perejaslav poblíž stepí kypčackých stepí. O šest let později byl povolán bojary z Halyče, aby tam vládl, ale nemohl účinně uplatnit nárok na trůn. Poté byl poslán, aby ovládl Rjazaň, ale tvrdohlavý odpor obyvatel vedl k vypálení města. V roce 1209 poslal Vsevolod Jaroslava, aby se postavil proti Mstislavu Boldovi v Novgorodu. Po několika bitvách obě knížata uzavřela mír a Jaroslav se oženil s Mstislavovou dcerou.
Na smrtelné posteli mu Vsevolod Velké hnízdo odkázal Pereslavl-Zalesskij. V konfliktu mezi svými staršími bratry Konstantinem a Jurijem Jaroslav podporoval Jurije. V roce 1215 přijal nabídku Novgoroďanů, aby se stal jejich knížetem, ale toužil po pomstě za jejich dřívější zradu, ovládl Toržok a zablokoval jejich dodávky obilí do Novgorodu. O několik měsíců později byl poražen svým tchánem na řece Lipici a musel ustoupit do Pereslavlu; helmu, kterou ztratil během bitvy, archeologové získali v roce 1808.

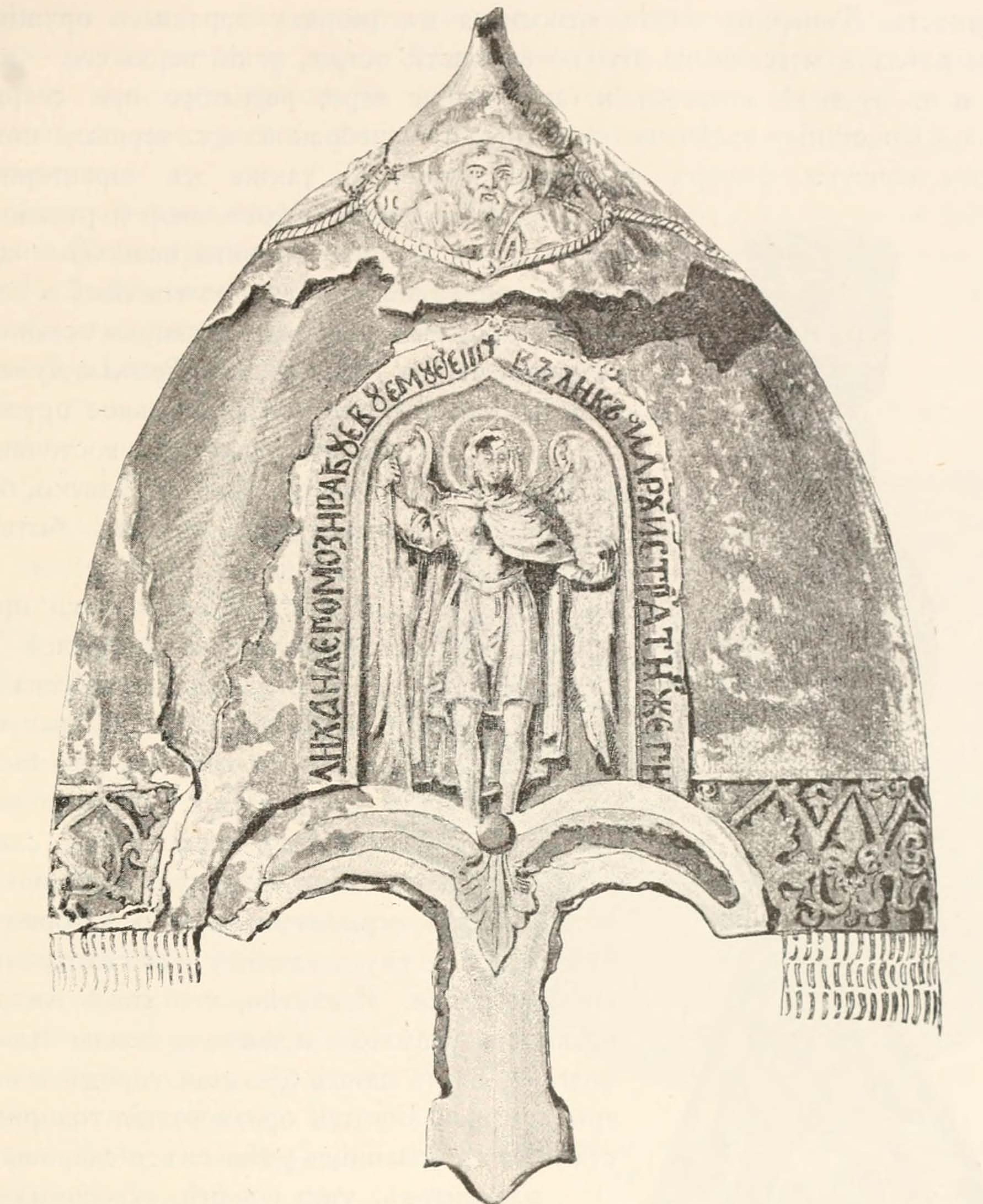
Přilba, kterou Jaroslav ztratil v důsledku bitvy na Lipici, a kterou v roce 1808 získal rolník

## Kníže novgorodský a kyjevský
V roce 1222 Jaroslav, konečně dosazený na trůn v Novgorodu, obsadil celé Estonsko a obklíčil jeho hlavní město Talinn. O čtyři roky později zpustošil Finsko a pokřtil Karélii. Jeho další ambicí bylo podrobit si Pskov, ale Novgorodiánci odmítli vést válku proti jeho sousedům. Jaroslav v hněvu odešel a zmocnil se novgorodské enklávy Volokolamsk. V roce 1234 se vrátil do Novgorodu a o několik let později porazil jeho hlavní nepřátele – Litevce a Řád německých rytířů. V roce 1236 poslechl rady Daniela Haličského a přestěhoval se z Novgorodu do Kyjeva, přičemž na severu nechal svého syna Alexandra.

## Velkokníže vladimírský
V roce 1238, kdy Mongolové poprvé napadli Kyjevskou Rus a jeho starší bratr Jurij byl zabit v bitvě, Jaroslav odešel z Kyjeva do Vladimiru, kde byl korunován na velkoknížete. Jaroslav se pokusil obnovit Vladimirsko-Suzdalské knížectví po pustošení a požárech Mongolů. V roce 1243 byl povolán chánem Bátúem do města Sarai. Po dlouhé konferenci se s vyznamenáním vrátil do Vladimiru. O dva roky později byl znovu povolán na východ, tentokrát chánem Güyükem v Karakorumu. Tam byl otráven regentkou Töregene, matkou velkého chána Güyüka, a zemřel týden poté, co mu bylo umožněno vrátit se domů.

## Manželství a děti

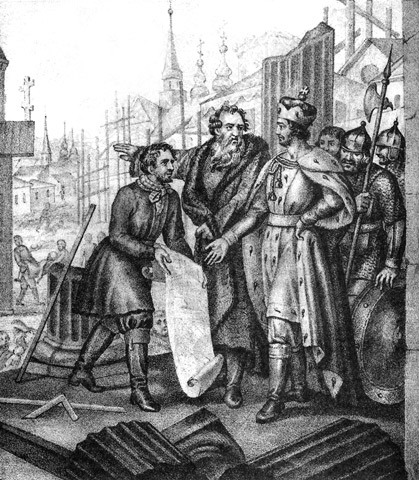
Boris Čorikov: Velký princ Jaroslav obnovuje města Kyjevské Rusi po tatarské invazi

Jaroslav si vzal jeho první manželku roku 1205. Byla dcerou Jurije Končakoviče. Její lid patřil ke Kypčakům, konfederaci pastevců a válečníků turkického původu.
V roce 1214 se Jaroslav oženil se svou druhou manželkou Rostislavou Mstislavnou. Byla dcerou Mstislava Odvážného. Její dědeček z matčiny strany byl Kotian Khan. Byli rozvedeni v roce 1216.
V roce 1218, Jaroslav si vzal jeho třetí manželku Fedosia Igorevna z Rjazani. Byla dcerou Igora Gleboviče a Agrafeny z Kyjeva. Její otec byl druhým synem Gleba Rostislaviče, knížete Rjazaňského († 1178) a Eufrosyna z Pereyaslavlu. Její matka byla dcerou Rostislava I. z Kyjeva. Měli nejméně dvanáct dětí:
- Fjodor Jaroslavl (zima, 1219 – 5. června 1233). Zasnoubený s Euphrosyne Michajlovnou z Černigova. Byla dcerou Michaela z Černigova a Marie Romanovny z Haliče a Volyně. Fjodor zemřel den před datem jeho manželství.
- Alexander Něvský (30. května 1220 – 14. listopadu 1263).
- Andrej II. Vladimírský (kolem 1222–1264).
- Michail Khorobrit, kníže z Moskvy. Převzal kontrolu nad Vladimirem a prohlásil se jeho velkoknížetem v roce 1248. Zabit, když čelil litevské invazi.
- Daniil Yaroslavich († 1256).
- Jaroslav z Tveru († 9. září 1271).
- Konstantin Yaroslavich, princ Galich a Dmitrov.
- Maria Yaroslavna (* 1240).
- Vasilij z Kostromy (1241–1276).
- Afanasy Yaroslavich.
- Eudoxia Yaroslavna.
- Iuliana Yaroslavna.